# Sărătenii Vechi
Sărătenii Vechi è un comune della Moldavia situato nel distretto di Telenești di 2.868 abitanti al censimento del 2004.

## Località
Il comune è formato dall'insieme delle seguenti località (popolazione 2004):
- Sărătenii Vechi (2.603 abitanti)
- Zahareuca (265 abitanti)